# Acid etidronic
Axit etidronic, còn được gọi là etidronate, là một bisphosphonate được sử dụng làm thuốc, chất tẩy rửa, xử lý nước và mỹ phẩm.
Nó đã được cấp bằng sáng chế vào năm 1966 và được chấp thuận cho sử dụng y tế vào năm 1977.

## Sử dụng

### Y khoa
Axit etidronic là một bisphosphonate được sử dụng để củng cố xương, điều trị loãng xương và điều trị bệnh xương Paget.
Bisphosphonates chủ yếu làm giảm hoạt động hủy xương, ngăn cản sự tái hấp thu xương, và do đó di chuyển cân bằng tái hấp thu / hình thành xương về phía hình thành và do đó làm cho xương chắc khỏe hơn về lâu dài. Etidronate, không giống như các bisphosphonate khác, cũng ngăn ngừa vôi hóa xương. Vì lý do này, các bisphosphonate khác, như alendronate, được ưa thích khi chống loãng xương. Để ngăn chặn sự tái hấp thu xương mà không ảnh hưởng đến quá trình vôi hóa xương, etidronate chỉ được sử dụng trong một thời gian ngắn, ví dụ trong hai tuần cứ sau 3 tháng. Khi được dùng liên tục, nói mỗi ngày, etidronate sẽ hoàn toàn ngăn ngừa vôi hóa xương. Hiệu ứng này có thể hữu ích và trên thực tế, etidronate được sử dụng theo cách này để chống lại sự hóa thạch dị hợp tử. Nhưng về lâu dài, nếu sử dụng liên tục, nó sẽ gây ra chứng nhuyễn xương.

#### Hóa chất
HEDP được sử dụng làm chất làm chậm trong bê tông, ức chế quy mô và ăn mòn trong hệ thống nước mát tuần hoàn, mỏ dầu và nồi hơi áp suất thấp trong các lĩnh vực như điện, công nghiệp hóa chất, luyện kim, phân bón, v.v. Trong ngành dệt nhẹ, HEDP được sử dụng làm chất tẩy rửa cho kim loại và phi kim. Trong ngành công nghiệp nhuộm, HEDP được sử dụng làm chất ổn định peroxide và chất cố định thuốc nhuộm; Trong mạ điện không xyanua, HEDP được sử dụng làm tác nhân chelating. Liều lượng của 1-10   mg / L được ưu tiên là chất ức chế tỷ lệ, 10-50   mg / L là chất ức chế ăn mòn và 1000-2000   mg / L làm chất tẩy rửa. Thông thường, HEDP cũng được sử dụng cùng với axit polycarboxylic (chất siêu dẻo), trong đó nó hoạt động như chất khử.

### Chất chelating và chất chống oxy hóa
Axit etidronic là một tác nhân chelat hóa và có thể được thêm vào để liên kết hoặc, ở một mức độ nào đó, chống lại tác động của các chất, như calci, sắt hoặc các ion kim loại khác, có thể được thải ra như một thành phần của nước thải xám và có thể gây ô nhiễm nguồn nước ngầm. Là một phosphonate, nó có đặc tính ức chế ăn mòn trên thép không bị biến dạng. Axit etidronic cũng có tác dụng làm chậm quá trình ôi hóa và oxy hóa axit béo.
HEDP và muối của nó được thêm vào chất tẩy rửa và các chất tẩy rửa khác để ngăn chặn tác động của nước cứng. Nó cũng được sử dụng trong tẩy trắng peroxide để ngăn chặn sự thoái biến của peroxide bằng các kim loại chuyển tiếp.
Axit etidronic được liệt kê như một thành phần của một số công thức mỹ phẩm, trong đó nó được sử dụng để ngăn chặn sự hình thành gốc, chất ổn định nhũ tương và kiểm soát độ nhớt. Mặc dù axit etidronic không bị hạn chế khi đưa vào mỹ phẩm và có công dụng hợp pháp, nhưng với hầu hết các sản phẩm mỹ phẩm (đặc biệt là xà phòng), sản phẩm nên được rửa sạch khỏi da sau khi sử dụng.
Axit etidronic cũng được bao gồm trong số các hóa chất bể bơi. Nó được sử dụng như một chất ức chế vết bẩn để ngăn chặn các ion kim loại ra khỏi dung dịch và nhuộm màu các cạnh của bể bơi.

## Dược lý
| Bisphosphonate | Hiệu lực tương đối |
| -------------- | ------------------ |
| Etidronate     | 1                  |
| Tiludronate    | 10                 |
| Pamidronate    | 100                |
| Alendronate    | 100-500            |
| Ibandronate    | 500-1000           |
| Risedronate    | 1000               |
| Zoledronate    | 5000               |

## Tổng hợp
Axit etidronic có thể được điều chế bằng phản ứng của Phospho triclorua với axit axetic trong một amin bậc ba, hoặc bằng phản ứng của hỗn hợp axit axetic / acetic anhydrid với axit phosphor.